# Habromys chinanteco
Habromys chinanteco is een zoogdier uit de familie van de Cricetidae. De wetenschappelijke naam van de soort werd voor het eerst geldig gepubliceerd door Robertson & Musser in 1976.

## Leefgebied
Zijn natuurlijke habitat is het nevelwoud van Oaxaca in de Sierra de Taxco, op de grens van de staten Guerrero en Mexico. Dit gebied is meer dan 1.800 meter hoog. Geografisch is de soort zeer geïsoleerd en de grootte en kwaliteit van hun habitat worden steeds kleiner, voornamelijk door ontbossing.
Ze zijn alleen waargenomen in landschap waar dennen-eikenbos overgaat in nevelwoud. In dit landschap vindt men mosovergroeide bomen, orchideeën, bromelia, epifyten, magnolia's en varens.

## Kenmerken
Het is een klein knaagdier met grijsbruin haar op de rug en aan de onderkant grijsachtig wit. De vacht is zacht en dik. De staart is eenkleurig en bedekt met lang zacht haar. De gemiddelde lichaamslengte is 91,2 mm en de gemiddelde staartlengte 110,3 mm.